# 墨西哥德州麗魚
墨西哥德州麗魚，為輻鰭魚綱鱸形目隆頭魚亞目慈鯛科的其中一種，被IUCN列為易危保育類動物，分布於中美洲墨西哥Sabinas河至Tamiahua湖流域，體長可達12.6公分，棲息在沿岸沙泥底質、略帶鹹度的水域，屬肉食性，以昆蟲及小魚等為食，可作為觀賞魚。